# Матяшевці
Матяшевці (словен. Matjaševci) — поселення в общині Кузма, Помурський регіон, Словенія. Висота над рівнем моря: 271,2 м.